# Gracilistilbella pseudobambusae
Gracilistilbella pseudobambusae är en svampart som först beskrevs av Seifert, och fick sitt nu gällande namn av Seifert 2000. Gracilistilbella pseudobambusae ingår i släktet Gracilistilbella och familjen Bionectriaceae.   Inga underarter finns listade i Catalogue of Life.